# El Arenal (Talcahuano)
El Arenal es un antiguo sector perteneciente a la comuna de Talcahuano, Gran Concepción ubicado en los terrenos bajos al sur y al lado oriental de San Vicente.

## Historia
Este antiguo sector se desarrolló en torno a una zona de terrenos bajos y vegas. Las vegas fueron rellenadas y canalizadas, posteriormente. Muchos de estos canales fueron luego tapados, quedando algunos vestigios en calles tales como Thompson y Barraza, en los que han sido entubados en algunos tramos. El aspecto de las casas en general es bastante heterogéneo, ya que fueron en general construidas por sus propios moradores.
El Morro, anteriormente formaba una entidad con el Cº David Fuentes, pero con el tiempo fue siendo rebajado, para pasar las Avenidas Cristóbal Colón y Manuel Blanco Encalada. En la remodelación de esta última avenida se terminó, por rebajar restos que quedaban de esta unión. Este sector empezó a poblarse en mayor medida a principios del siglo XX, del que datan varias de lascasa más antiguas.
La Parroquia Todos Los Santos que sirve al sector fue establecida en torno a los años 1910, en calle David Fuentes. En la parte oriental del sector, cercana al Morro, se construyó la Remodelación Simons, a principio de los años 1970, y constituye un conjunto más uniforme. A fines de los años 1990 se ha construido otro edificio de departamentos, en la esquina de calle Las Heras con Avenida Cristóbal Colón.

## Límites
Los límites aproximados del sector son:
- Al norte con el sector centro y el Cerro David Fuentes (antiguo sector El Portón).
- Al este con bahía de Concepción, Las Heras, Jordan Valdivieso, Lindor Pérez Gacitúa, Canal El Morro
- Al sur con el sector Gaete
- Al oeste con la línea férrea.

## Viviendas
Es un sector heterogéneo en el que hay varias construcciones viejas, y otras más modernas. En Avenida Cristóbal Colón hay algunos edificios de departamentos. Dentro de los conjuntos que destacan el sector está la Remodelación Simons, con bloques de departamentos de cuatro pisos construidos a principios de los años 1970. La Población Morgado, con casas al pie del cerro, que colindan con calle Riquelme.
En el sector se encuentra la Casona Bilbao (Francisco Bilbao esquina David Fuentes), la cual fue intervenida en su planta baja, construyéndose el Supermercado Las Brujas, y conservándose su torre ubicada en el lado noroeste del conjunto. En el año 2006, se hizo una remodelación de la fachada de la planta baja. Actualmente, en 2009, sufre una nueva remodelación con la conversión en el nuevo Unimarc Talcahuano.

## Educación
En este sector se encuentran varios establecimientos antiguos de Educación Básica y Media.
Entre ellos se encuentran:
- Escuela N.º 5 de niños, Escuela El Arenal D-457, ubicado calle Orella 115 esquina calle David Fuentes que fue demolida después del terremoto de 27 de febrero de 2010.Hoy Centro de Formación Técnica ProAndes, primer CFT de la ciudad puerto, que fue donado por la empresa Sigdo Koppers y recientemente inaugurado por el presidente Piñera.
- Escuela N.º 7 de niñas, hoy, Escuela Anita Serrano Sepulveda  E-486, ubicado en calle David Fuentes 81 esquina calle Ernesto Riquelme. Actualmente cuenta con la creación del 1.er año de Enseñanza Media, este colegio ha recibido en varias oportunidades Excelencia Académica, sus educadores están evaluados como competentes y destacados y obtuvo muy buenos resultados en el SIMCE DE 2011.
- Escuela N.º 8, hoy, Colegio Básico Simons F-487, calle Diego José Benavente 1035, Población Simons, que en los años 1980 recibió a alumnos de la escuela ubicada en el sector Gaete, que sufrió un incendio.
- Escuela Particular Subvencionada N.º 7 Santa Cecilia, ubicada en Avenida Colombia, hoy en Avenida Colombia 264.La escuela se inició como colegio parvulario, hoy en la actualidad su nueva administración ha creado enseñanza básica completa de 1º a 8º año y se ha destacado por todos los logros que ha obtenido y su trabajo con la comunidad del sector.
- Antiguamente, existía la Escuela N.º 10 en calle General José María de la Cruz, convertida en Escuela Las Américas, pero luego fue convertida en Escuela para Adultos, y fue transferida a Las Salinas y actualmente está en Las Higueras.

También hay un establecimiento particular: Colegio Adventista ubicado en Avenida Cristóbal Colón frente a calle Serrano.
Dentro de los Liceos, que se encuentran actualmente están:
- Liceo 1 de Hombres, hoy, Liceo Pedro Espina Ritchie (A-21), Avenida Manuel Blanco Encalada 750, en el límite con el sector Centro. Este establecimiento fue fundado en 1904, y fue convertido luego en mixto. Actualmente cuenta con tres jornadas: mañana, tarde y vespertino (adultos). A su lado se hizo en la década de 1980, un pequeño centro tenístico. Éste luego fue remodelado acogiendo a otras ramas deportivas.
- Liceo Técnico C-25, antiguamente ubicado en el sector Centro (Bulnes 270), hoy, en Avenida Manuel Blanco Encalada con calle Las Heras. Este moderno establecimiento es parte de la renovación del sector aledaño al Coliseo la Tortuga, que impulsó el municipio, que contempló con la erradicación y expropiación de viviendas antiguas o precarias.

Antiguamente se encontraba la Sede Regional Talcahuano de la Pontificia Universidad Católica de Chile, en edificio de calle Arturo Prat 88. Entre 1976 y 1977, se dictó la carrera de Derecho en estas dependencias, que se trasladaron en 1978 al Arzobispado de Concepción. En esta sede se encontraba las dependencias de Ciencias. A principios de los 1990, se convirtió en la Universidad Católica de la Santísima Concepción, y en esta sede se encontraba su Facultad de Ciencias. En 1992, se abrió la Carrera de Biología Marina, y luego Química Marina. Luego, las instalaciones de la Facultad de Ciencias fueron transferidas al Campus San Andrés, en Alonso de Ribera 2850, Concepción. La I. Municipalidad de Talcahuano, así volvió a ocupar su edificio. Actualmente en ese edificio está la Biblioteca Municipal de Talcahuano y es centro de actividades culturales.

## Economía y comercio
En El Arenal, el comercio está distribuido principalmente en la Avenida Cristóbal Colón  y en calle Francisco Bilbao, y calles aledañas.
Dentro de los rubros del comercio establecido hay varias empresas de servicios, librerías y paqueterías (tales como Bilbao y Trébol), fuentes de soda y schoperías, minimercados, verdulerías, pastelería, botillerías y distribuidoras de bebidas y licores, zapaterías, maestranzas y talleres mecánicos. También posee algunas bodegas, ferreterías, vendedores de insumos marítimos y bombas de bencinas. Acá también se encuentra el centro de distribución de encomiendas de Buses Cruz del Sur y antiguamente también el de TurBus el que se trasladó al Centro del Puerto. Destacan también las tradicionales panaderías La Espiga de Oro (calle Francisco Bilbao, esquina calle José Manuel Balmaceda) y antigua La Porteña (Avenida Cristóbal Colón esquina calle Diego Barros Arana), en la calle Manuel Tomás Thompson se acaba de instalar una amasandería que distribuye pan en los negocios del sector.
Posee un Supermercado (la antigua Las Brujas Bilbao, hoy, Unimarc Talcahuano), y varias ferreterías dentro de las cuales está Sodimac Constructor Talcahuano.
Este comercio pasa a ser complementario del existente en el centro de la ciudad.
También es posible destacar la Feria Libre del Arenal, en la que la comunidad del sector, del centro, de San Vicente y sectores aledaños, va a comprar verduras, frutas, pescados frescos y otros, provenientes principalmente de la zona.
Esta feria libre, a pesar de que se hace los días sábado en la calle Malaquías Concha, perteneciente al sector de San Vicente, tiene su nombre ya que antiguamente se hacía en la calle Valdivia. Luego traslada a la calle David Fuentes, con motivo de la repavimentación de calle Valdivia, y por último trasladada a su ubicación actual.

## Transporte

### Transporte ferroviario
En este sector se encuentra la Estación Central de Talcahuano: Estación El Arenal.

### Transporte público licitado y local
Por las calles Valdivia hay recorridos al Centro (sentido norte) y a San Vicente y Los Cerros (sentido sur)
Por calle Francisco Bilbao hay recorrido al Puerto y al centro de Concepción (sentido este) y a la comuna de Hualpén y las Industrias (sentido oeste).
Por calle David Fuentes hay una línea de colectivos al centro (sentido norte) y a San Vicente (sentido sur). En esta misma calle se encuentra el terminal de esta línea.
Por Avenida Cristóbal Colón hay locomoción a Concepción centro, el Mall Plaza del Trébol, Medio Camino, Hualpén y Las Salinas.
Por calle Manuel Rodríguez hay locomoción al Puerto.
Por Avenida Pérez Gacitúa, Jordan Valdivieso y Manuel Blanco Encalada hay locomoción al Puerto y San Vicente.

## Turismo
En el costado nororiente del sector se encuentra el Paseo Ventana al Mar, construido en la década de los 1980, junto con la remodelación de la avenida Manuel Blanco Encalada, con vista a la Bahía de Concepción. Este espacio cuenta con áreas verdes, estacionamientos, una cancha de patinaje, refugio de paradero. Posteriormente, se le han puesto algunos cañones, y se han implementado juegos infantiles, en el sector aledaño al Estadio El Morro. En Nochevieja, (víspera de Año Nuevo), la gente se congrega para ver el espectáculo de juegos pirotécnicos, lanzados desde los espigones del canal El Morro y las barcazas semihundidas que hay frente al paseo.
Hay dos hoteles:
- Hotel Gran Italia (calle Chacabuco 38)***
- Hotel de la Costa (calle Jordan Valdivieso 24)
- Hotel Terramar (calle Caupolicán 152)[1]

## Servicios públicos
Dentro del sector se encuentran los siguientes servicios públicos, orientados a la comunidad porteña:

### Servicio de Salud Talcahuano
En calle Manuel Tomás Thomson 86 esquina calle Gabriel Toro se encuentra la sede administrativa de este servicio que abarca las comunas de Talcahuano, Tomé, Penco y Hualpén.

### Registro Civil de Identificación
La oficina Talcahuano se encuentra en calle Manuel Tomás Thomson al costado del Servicio de Salud Talcahuano.

### Poder Judicial - Juzgados de Talcahuano
Los juzgados tienen como jurisdicción las comunas de Talcahuano y Hualpén.
En Avenida Cristóbal Colón 1115 con calle Arturo Prat se encuentra el edificio de Tribunales de Talcahuano. Acá se encuentran ubicados el:
- Primer Juzgado Civil de Talcahuano (4º Piso)
- Segundo Juzgado Civil de Talcahuano (5º Piso)
- Segundo Juzgado del Crimen de Talcahuano (3.er Piso)
- Juzgado de Menores de Talcahuano(2º Piso)
- Juzgado de Familia de Talcahuano (2º y 3 Piso)
- Juzgado de Garantía de Talcahuano

En calle Gabriel Toro 45 se encuentra ubicado el:
- Primer Juzgado del Crimen de Talcahuano

### Ministerio Público - Fiscalía Local de Talcahuano
Las dependencias de la Fiscalía Local de Talcahuano se ubican en Avenida Cristóbal Colón 1390 con calle Thomson. Sus jurisdicción son las comunas de Talcahuano y Hualpén.

### Ministerio de Justicia - Defensoría Local de Talcahuano
Las dependencias de la Defensoría Local de Talcahuano se encuentran en Avenida Cristóbal Colón 948 A (interior). Tiene como jurisdicción las comunas de Talcahuano, Tomé, Penco y Hualpén.

## Vialidad

### Calles principales
Sus calles principales son:
- Calle Valdivia
- Calle Francisco Bilbao
- Avenida Cristóbal Colón
- Calle Ernesto Riquelme
- Calle David Fuentes
- Calle Manuel Rodríguez
- Avenida Manuel Blanco Encalada
- Avenida Lindor Pérez Gacitúa
- Avenida Manuel Jordán Valdivieso
- Calle Arturo Prat

### Otras calles
- Calle Tomás Alejandro Cochrane
- Calle José María Benavente
- Calle Diego Barros Arana
- Calle General José María de la Cruz
- Calle Chacabuco
- Calle Libertador Bernardo O'Higgins
- Calle Manuel Tomás Thomson
- Calle Manuel Orella Echánez
- Calle Ignacio Serrano
- Calle San José
- Calle Enrique Barraza
- Calle Manuel de Salas
- Calle Manuel Antonio Matta
- Calle José Manuel Balmaceda
- Calle Jorge Beauchef
- Calle Fresia
- Calle Caupolicán
- Calle 18 de Septiembre
- Calle Gabriel Toro